# Lu Over the Wall
Lu Over the Wall (jap. 夜明け告げるルーのうた Yoaketsugeru Rū no uta) – japoński film animowany z 2017, wyprodukowany przez studio Science Saru i wydany przez Tōhō. Za reżyserię odpowiadał Masaaki Yuasa, scenariusz napisali Yuasa i Reiko Yoshida, a muzykę skomponował Takatsugu Muramatsu. Film został wydany w Japonii 19 maja 2017.
W Polsce pokazy filmu miały miejsce podczas 17. edycji Międzynarodowego Festiwalu Filmów Animowanych Animator, a pierwszy z nich odbył się 26 czerwca 2024.

## Fabuła
Kai Ashimoto to samotny i pesymistyczny dziewięcioklasista mieszkający w mieście Hinashi razem z dziadkiem, wytwórcą parasoli, oraz ojcem. Kai jest członkiem zespołu rockowego, „SEIRÈN”, który założył ze swoimi przyjaciółmi Kunio i Yuho.
Pewnego dnia Kai eksploruje Wyspę Syren i spotyka syrenę imieniem Lu. Rytm muzyki pozwala jej rybiej płetwie przekształcić się w parę ludzkich nóg. Oboje nawiązują przyjaźń, a Kai zabiera Lu na wycieczkę po mieście. Chłopak dowiaduje się, że Lu nie może być wystawiona na działanie światła słonecznego, bo w przeciwnym razie spłonie. Odkrywa także, że Lu ma ojca, a jej matka została zabita przez statek. Przedstawia Lu Yuho i Kunio. Kiedy Kai przypadkowo ujawnia mieszkańcom miasta tajemnicę syren, miłość Lu oraz moc muzyki sprawiają, że wszyscy zaczynają tańczyć po całym mieście. Mimo egoizmu Kaia, nagrania z Lu stają się viralem, a ona sama zyskuje status celebrytki. Zainspirowany jej popularnością dziadek Yuho ponownie otwiera stary park rozrywki o tematyce syren na wyspie w pobliżu miasta. Kai traci zainteresowanie zespołem i zaczyna ignorować Lu. SEIRÈN występuje na otwarciu parku, ale kiedy Lu pojawia się i przyciąga całą uwagę, Yuho jest zła i ucieka.
Tymczasem w mieście narastają antysyrenie nastroje, a kiedy ojciec Yuho nie może jej znaleźć, obwinia Lu i porywa ją. Gdy grozi jej światłem słonecznym, ojciec Lu przychodzi ją uratować, co wywołuje klątwę, która powoduje powódź. Kai i Yuho pomagają Lu i jej ojcu uciec, a oni z kolei zbierają inne syreny, by pomóc mieszkańcom wydostać się z wzbierającej wody. W trakcie ratowania miasta syreny niszczą naturalny klif, który do tej pory osłaniał zatokę przed słońcem, narażając siebie na jego promienie wraz z nadejściem świtu. Gdy zagrożenie klątwy mija, mieszkańcy jednoczą siły i używają licznych parasoli, by ochronić wszystkie morskie stworzenia przed słońcem.
Kai przeprasza Lu i wszyscy tańczą radośnie, dopóki wszystkie morskie stworzenia nie wrócą do oceanu. Przed rozstaniem Kai i Lu wyznają sobie miłość. Kai rozpoczyna nowe życie w mieście. Jednak wiadomo, że on i Lu jeszcze się spotkają w przyszłości.

## Obsada
| Postać                 | Seiyū               |
| ---------------------- | ------------------- |
| Kai                    | Shōta Shimoda       |
| Lu                     | Kanon Tani          |
| Yuho                   | Minako Kotobuki     |
| Kunio                  | Sōma Saitō          |
| Isaki                  | Shizuka Itō         |
| Ojciec Lu              | Shin’ichi Shinohara |
| Teruo                  | Ken’ichi Suzumura   |
| Ojciec Yuho            | Choo                |
| Dziadek Yuho           | Takayuki Sugō       |
| Babcia Ośmiornica      | Yutaka Aoyama       |
| Główny kapłan świątyni | Mutsumi Sasaki      |
| Wychowawca             | Shingo Horii        |
| Fuguda                 | Tokuyoshi Kawashima |
| Nodoguro               | Ryuji Mizuno        |
| Kameda                 | Takaaki Seki        |
| Kujirai                | Riki Kagami         |
| Shiira                 | Atsuyoshi Miyazaki  |
| Młoda babcia           | Reidai Hirabayashi  |
| Esojima                | Daigo               |
| Dziadek                | Akira Emoto         |

## Produkcja
W styczniu 2017 Yuasa ogłosił na swoim Twitterze, że pracuje nad filmem. Animacja została wykonana w formie hybrydowej – kluczowe klatki były rysowane na papierze, ale zamiast tradycyjnego czyszczenia i animowania klatek pośrednich, które w tamtym czasie wciąż były powszechnie stosowane w japońskiej animacji tradycyjnej, surowe klatki kluczowe były następnie wektoryzowane i animowane pośrednio w Adobe Flash.
Yuasa przyznał, że Lu zawiera pewne podobne elementy fabularne i wizualne związane z wodą, podobne do tych w Ponyo Hayao Miyazakiego, i że zdał sobie z tego sprawę dopiero w późnym etapie produkcji Lu. Uważa, że wynika to z wpływu, jaki wywarł na niego film Panda kopanda: Amefuri sākasu no maki autorstwa Miyazakiego i Isao Takahaty, z którego Miyazaki sam ponownie wykorzystał pewne elementy w Ponyo. Dodał również, że cieszy się, iż jego prace mogą stanowić hołd dla dzieł, które podziwia.
Motywem przewodnim filmu jest utwór „Utautai no Ballad” (jap. 歌うたいのバラッド) autorstwa Kazuyoshiego Saitō.

## Odbiór
W agregatorze opinii Rotten Tomatoes film ma 78% pozytywnych ocen na podstawie 45 recenzji, ze średnią oceną 6,4/10. Konsensus krytyków na stronie brzmi: „Lu Over the Wall może być momentami bardziej zabawne do oglądania niż do śledzenia fabuły, ale charakterystyczny styl wizualny reżysera Masaakiego Yuasy rekompensuje czasami chaotyczną historię”. Serwis Metacritic, który stosuje średnią ważoną, przyznał filmowi ocenę 62 na 100 na podstawie 14 recenzji, co wskazuje na „generalnie przychylne recenzje”.
Charles Solomon z Los Angeles Times napisał: „Śmiałe obrazy Yuasy i czasami zawiła narracja przeczą konwencjom tradycyjnej animacji, ale jest on z pewnością artystą o unikalnej wizji, którego prace oferują coś naprawdę nowego i przyciągającego wzrok”.
Z drugiej strony, Simon Abrams z RogerEbert.com stwierdził: „Nie mogę kłamać: przez całe 112 minut seansu Lu Over the Wall byłem znudzony. Na początku myślałem, że to wina przeciętnych angielskich aktorów głosowych. Ale wkrótce zdałem sobie sprawę, że mój największy problem polegał na tym, że nie potrafiłem pogodzić ekscytującego stylu narracji z przewidywalną historią. Chciałem, żeby twórcy filmu zrobili coś oryginalnego ze swoją schematyczną fabułą, ale nigdy tego nie uczynili”.

### Wyróżnienia
| Rok  | Nagroda                                             | Kategoria                                                 | Nominacja        | Rezultat  | Źródło |
| ---- | --------------------------------------------------- | --------------------------------------------------------- | ---------------- | --------- | ------ |
| 2017 | Międzynarodowy Festiwal Filmów Animowanych w Annecy | Kryształ za najlepszy film pełnometrażowy                 | Lu Over the Wall | Wygrana   | [ 13 ] |
| 2017 | Międzynarodowy Festiwal Filmowy w Szanghaju         | Najlepsza animacja                                        | Lu Over the Wall | Nominacja | [ 14 ] |
| 2017 | Międzynarodowy Festiwal Filmowy Fantasia            | Najlepsza animowany film pełnometrażowy – Srebrna Nagroda | Lu Over the Wall | Wygrana   | [ 15 ] |
| 2018 | Nagrody filmowe Mainichi                            | Nagroda Noburō Ōfujiego                                   | Lu Over the Wall | Wygrana   | [ 16 ] |
| 2018 | Japan Media Arts Festival                           | Nagroda główna                                            | Lu Over the Wall | Wygrana   | [ 17 ] |